# Curanto

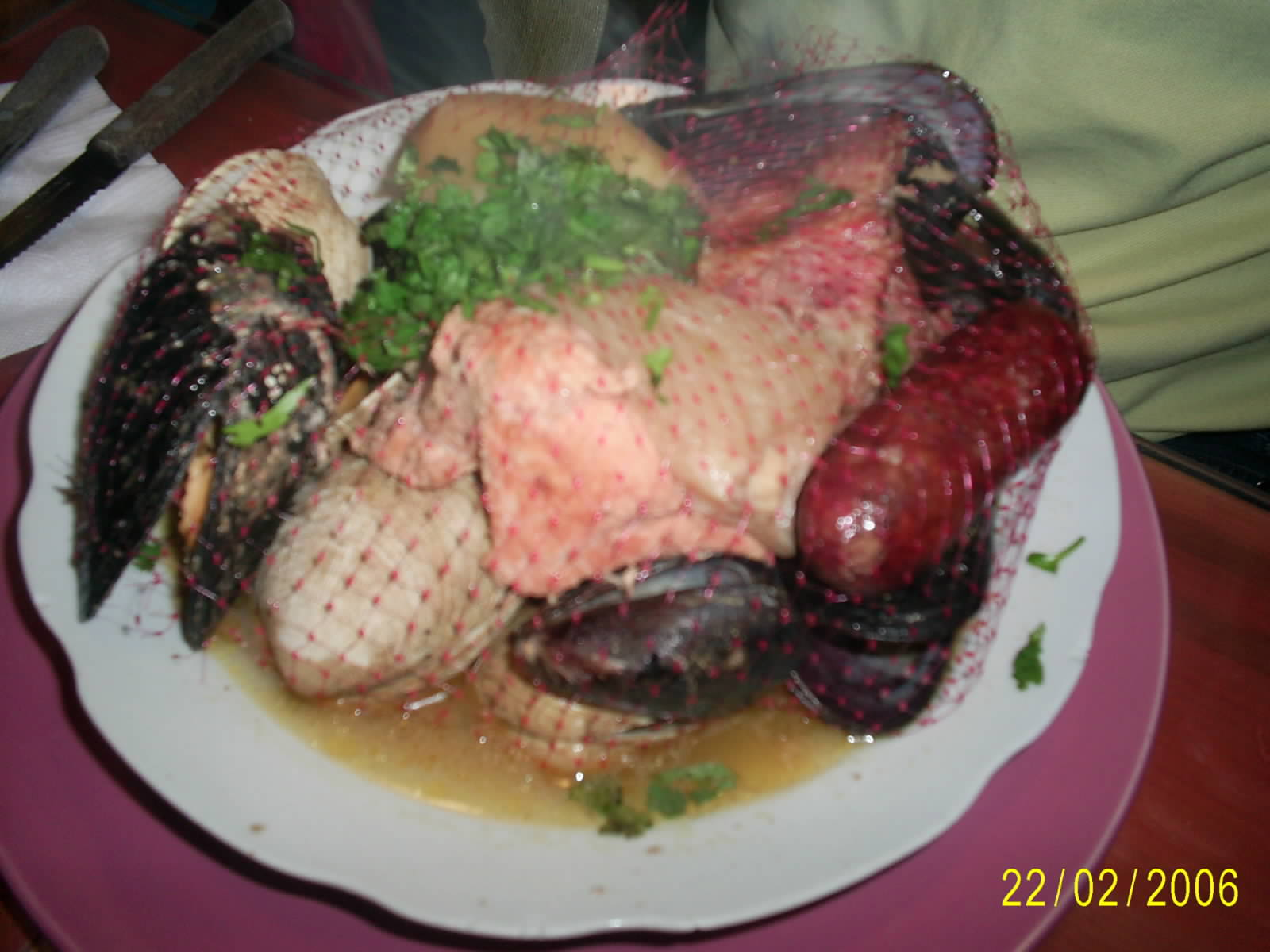
Ett exempel på curanto

Curanto är en maträtt baserad på blåmusslor samt musslor av olika slag, chorizo, rökt kött, potatis och vitkål. Kryddorna kan variera men grytan smaksätts med ett stänk av vitt vin.